# Ingeborg-Bachmann-Preis 2007
Der Ingeborg-Bachmann-Preis 2007 war der 31. Wettbewerb um den Literaturpreis im Rahmen der Tage der deutschsprachigen Literatur. Die Veranstaltung fand vom 27. Juni bis 1. Juli 2007 im Klagenfurter ORF-Theater des Landesstudios Kärnten statt. Zum letzten Mal moderierte Ernst A. Grandits die Veranstaltung.

## Autoren

### Erster Lesetag
- Jagoda Marinić: Netzhaut, vorgeschlagen von Martin Ebel
- Christian Bernhardt: was sie hier haben, vorgeschlagen von Klaus Nüchtern
- Jochen Schmidt: Abschied aus einer Umlaufbahn, vorgeschlagen von Ursula März
- Andrea Grill: Freunde, vorgeschlagen von Daniela Strigl
- Jörg Albrecht: Von Schläfe zu Schläfe/Phantomschirm (Multimedia-Performance), vorgeschlagen von Ilma Rakusa
- Fridolin Schley: Unannehmlichkeiten durch Liebe (Auszug), vorgeschlagen von Ijoma Mangold
- Lutz Seiler: Turksib (Auszug), vorgeschlagen von Ilma Rakusa

### Zweiter Lesetag
- Silke Scheuermann: Die Furchtlosen, vorgeschlagen von Ursula März
- Ronald Reng: Prolog eines neuen Romans, vorgeschlagen von Martin Ebel
- Dieter Zwicky: Mein afrikanisches Jubeljahr, vorgeschlagen von André Vladimir Heiz
- Michael Stavaric: Böses Spiel, vorgeschlagen von Daniela Strigl
- Milena Oda: Der Briefschreiber (Romanauszug), vorgeschlagen von André Vladimir Heiz
- Kurt Oesterle: Wunschbruder (Romanauszug), vorgeschlagen von Karl Corino
- PeterLicht: Die Geschichte meiner Einschätzung am Anfang des dritten Jahrtausends, vorgeschlagen von Iris Radisch

### Dritter Lesetag
- Jan Böttcher: Freundwärts, vorgeschlagen von Ijoma Mangold
- Björn Kern: Eine halbe Stunde noch, vorgeschlagen von Karl Corino
- Thomas Stangl: Text für Klagenfurt, vorgeschlagen von Iris Radisch
- Martin Becker: Dem Schliff sein Tod, vorgeschlagen von Klaus Nüchtern

## Juroren

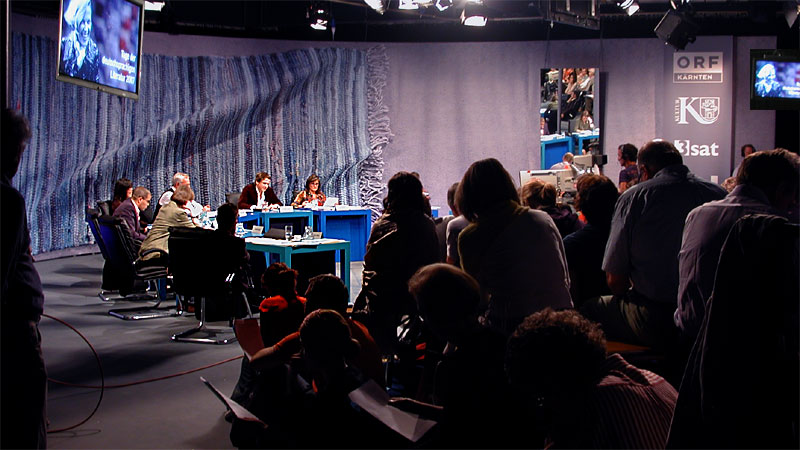
Jury 2007

- Karl Corino
- Martin Ebel
- André Vladimir Heiz
- Ursula März
- Ijoma Mangold
- Klaus Nüchtern
- Iris Radisch (Juryvorsitz)
- Ilma Rakusa
- Daniela Strigl

## Preisträger
- Ingeborg-Bachmann-Preis (dotiert mit 25.000 Euro): Lutz Seiler
- Telekom-Austria-Preis (dotiert mit 10.000 Euro): Thomas Stangl
- 3sat-Preis (7.500 Euro): PeterLicht
- Ernst-Willner-Preis (7.000 Euro): Jan Böttcher
- Kelag-Publikumspreis (dotiert mit 5.000 Euro): PeterLicht